# Старостенко, Дмитрий Валерьевич
Дми́трий Вале́рьевич Старосте́нко (бел. Дзмітрый Валер'евіч Старасценка; 18 марта 1973, Минск, СССР) — советский и белорусский хоккеист, игравший на позиции правого крайнего нападающего.

## Биография
Внук Героя Советского Союза Анатолия Калашникова.
Воспитанник минской хоккейной школы «Юность». В 1989—1990 играл за «Динамо» (Минск), в 1990—1993 — за ЦСКА.
В 1992 году был задрафтован командой НХЛ «Нью-Йорк Рейнджерс» под общим 120-м номером. В 1993 году уехал играть в НХЛ, однако в основной состав клуба так и не прошел.
В 1994 году провёл три матча за сборную России.
Участник чемпионатов мира 2000, 2001, 2003 в составе сборной Белоруссии.
За сборную выступал с 1997 по 2003 год. Провёл 43 матча, набрал 13 (8+5) очков, получил 16 минут штрафа.
В чемпионатах СССР (СНГ) провёл 52 матча, набрал 7 (5+2) баллов, заработал 16 минут штрафного времени.
В чемпионатах МХЛ провёл 43 матча, набрал 28 (15+13) баллов, заработал 22 минуты штрафного времени.
В чемпионате Швеции провёл 31 матч, набрал 42 (20+22) балла, получил 84 минуты штрафного времени.
В чемпионатах России провёл 200 матчей, набрал 94 (41+53) балла, получил 84 минуты штрафного времени.

## Достижения
- Серебряный призёр чемпионата Европы по хоккею с шайбой среди юниоров (1991).[6]
- Серебряный призёр чемпионата СНГ (1992).
- Лучший хоккеист Белоруссии (2001).